# 역사적 가나 표기법

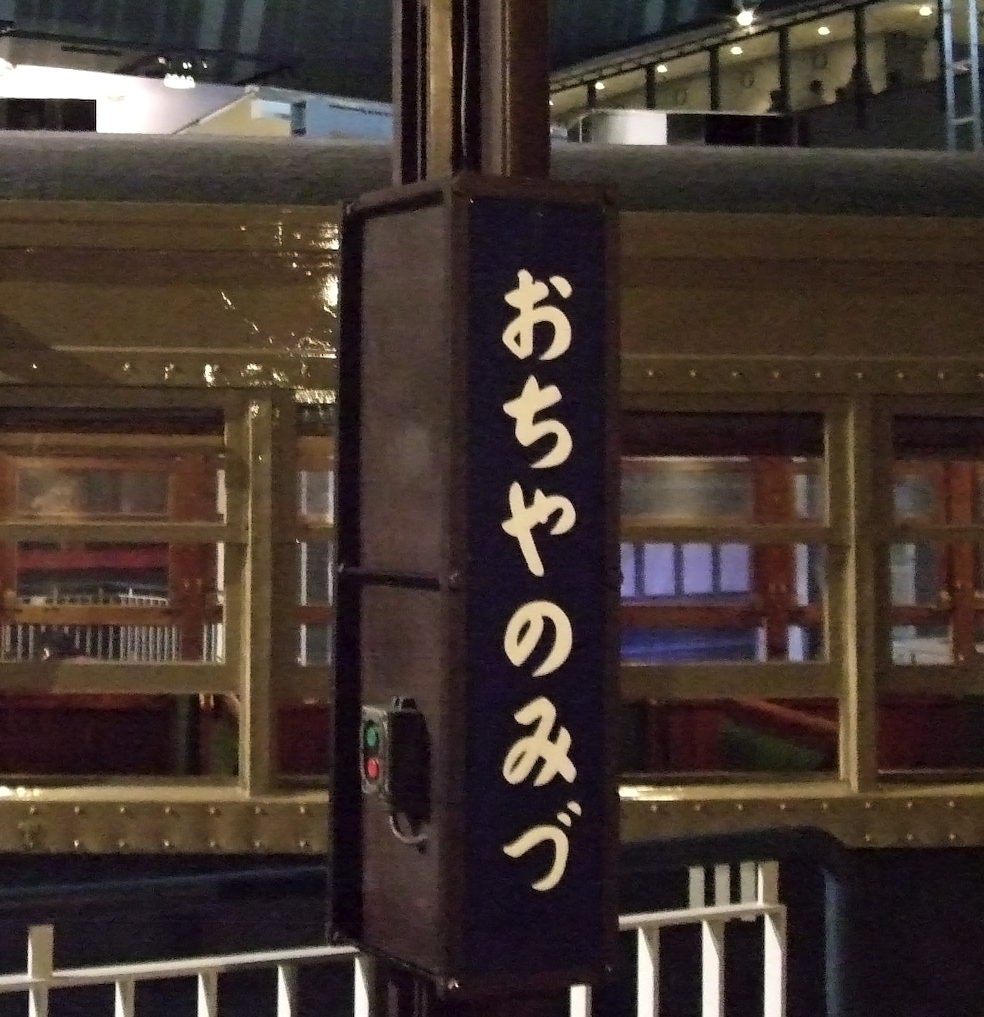

역사적 가나 표기법 (歷史的-表記法, 일본어: 歴史的仮名遣, 태평양 전쟁 이전 표기: 歷史的假名遣)는 일본어를 가나로 표기하는 방법의 하나이다. 구 가나 표기법(일본어: 旧仮名遣, 태평양 전쟁 이전 표기: 舊假名遣), 정 가나 표기법(일본어: 正仮名遣, 태평양 전쟁 이전 표기: 正假名遣) 등으로 부르기도 한다. 메이지 시대 이후로 전후의 국어개혁 이전까지 일본어의 공식 표기법이었다. 헤이안 시대 전기의 가나 사용법에 기반하므로, 발음을 중시하는 현대 가나 사용법에 비하여 어원 및 문법을 중시하는 보수적 표기법이다. 현재도 고문(고 일본어) 및 와카 등 고풍스런 느낌이 필요한 경우 등에 사용한다.

## 내용
- 현대 가나 표기법에서 쓰지 않는 글자들(ゐ、ゑ)을 사용한다.-

1. ゐど(井戸)　ゑむ(笑む)

- 목적격 조사외에도 を를 사용한다.

1. をかし(可笑し)

- 요음과 촉음의 표기에 작은 자체를 쓰지 않는다.(외래어는 별도)

1. いつた　いった(현대어 표기)
2. キヤノン　キャノン(현대어 표기)

- 어중의 は、ひ、ふ、へ、ほ는 와 이 우 에 오로 읽는다. 단, 다른 단어와 결합하여 복합어를 이룰때는 원래대로 발음한다.

1. いはふ(祝ふ；祝う)
2. はつはな(ハツハナ)

- あ＋う는 장모음 오(おー)로 발음된다.

1. やう（様）

- い＋う는 장모음 유(ゆー)로 발음된다.

1. いふ（言ふ）

- え＋う는 장모음 요(よー)로 발음된다.

1. けふ（今日）

- お＋う는 장모음 오(おー)로 발음된다.

1. おもふ（思ふ）

- 조동사 む및 조사 なむ등의 む은 발음(撥音) ん으로 소리 낸다.

1. 行かむ（イカン)

- 요음과 촉음을 따로 구분하기 위해 작은 글씨(스테가나)로 쓰지 않았다[3]. 따라서 해당 글자들이 요음인지 아닌지는 해당 단어에 대해 미리 학습이 돼 있어야 했다. 단, 근대에 들어온 외래어의 경우 요음과 촉음을 판별하기 어렵기 때문에 스테가나가 사용되었다.

## 참고사항
태평양 전쟁 이전(전전·戦前)과 이후(전후·戦後)의 일본어 표기는 서로 상당한 차이가 있다.
- 종전 이전에는 역사적 가나 표기법을 사용하였으나[4], 전후에는 현대 가나 표기법을 채택하여 사용한다.
- 종전 이전에는 한자를 구자체로 표기하였고, 약자는 비공식적인 문서나 메모 등에 사용하였다. 전후에는 약자의 일부를 뽑아 정식 문자로 정했는데 이것이 신자체이다.
- 종전 이전에는 히라가나와 가타카나의 용도를 전후처럼 확실히 구분하지 않았다. 공문서에서는 가타카나만 썼다. 단, 히라가나를 쓸 경우에도 외래어는 가타카나로 적는 경우가 많았다.
- 종전 이전에는 문서에 고어에서 유래한 문어(주로 보통문)를 써서 근현대 일본어의 구어와 일치하지 않았다(언문 불일치). 전후에는 특수한 경우를 제외하고는 문서에 구어만 사용한다[5].